# ハウス・オブ・マウスのスポンサー
ハウス・オブ・マウスのスポンサーは架空のナイトクラブ「ハウス・オブ・マウス」のスポンサーを担当している会社、サービス、商品の一覧である。
各話のラストに、進行役担当のマイクロフォン（声：山寺宏一）が提供する。例外として、宣伝が無い場合もある。また､宣伝内容でディズニーのキャラクターも台詞もある。

## 商品
新・ディズニー・マジック・スプレー
- 公開：第2話「電気がつかない?!」
- 宣伝：ミッキーマウス、イーヨー、グランピー、ハッピー

悲しい、惨め、憂鬱な人を世界一ハッピーな人にする事ができる。渦巻状のピンク色の液を噴射し、一噴きで効果が現れる。
- 特に頑固な人のために「強力・ディズニー・マジック・スプレー」がある。ボトルのサイズは、ミッキーの約2倍。グランピーをハッピーに変えるほどの威力である。

悪者と嘘つきには無効。
フラワー&ツリー・ザ・スプレー

公開 : 第11話 消えたプンバァ

宣伝 フラワー、ハデス、プンバァ

消火栓
- 公開：第47話「プルート大いそがし」
- 宣伝：プルート

火事を消す事が大好きなずんぐりしたお友達。街角にあってとっても便利。
- 中身はぎっしり水がたっぷり入っている。
- 赤の他に黄色もある。女の子にはピンク色もある。
- マンホールのふたをごひいきに。ただし猫は近寄ってはいけない。

ヘッドレス・ホースマンのパンプキンパイ
- 公開：第49話「七面鳥さんいらっしゃい」
- 宣伝：ほっぺも頭も落ちる位、究極の美味しさはあなたをとらえて逃さない。
- ボリュームもたっぷりなので、食べた後は思わず眠くなるくらい。
- ダイエットに最適かも。

## 会社・サービス
ビビディ・バビディ・ブー・リムジン
- 公開：第1話「盗まれた作品」
- 宣伝：フェアリー・ゴッドマザー、シンデレラ、プリンス・チャーミング

夢のような野菜カーを提供する。
- クラシックなかぼちゃ
- 豪華な瓢箪
- 贅沢な超ロングスイカ

深夜0時を過ぎると料金は無料となる。
ペイン&パニック

公開 : 第8話 がんばれピノキオ

宣伝 ヘラクレス、ペイン、パニック
ペンギン・ウェイターズ
- 公開：第21話「お仕事をこなすコツ」
- 宣伝：ペンギン、オーロラ姫、スクルージ・マクダック

オーダーされた料理を運ぶ。
1日2ペンスで働く。帰る時はタコに乗る。
セバスチャンのロマンスガイド

公開 : 第22話 デートが台なし

宣伝 : マックス ､ロクサーヌ、アースラ
レンタル・プリンス
- 公開：第29話「レディース・ナイトは大さわぎ」
- 宣伝：ミッキーマウス

王子様を貸出できる。
朝・昼・晩いつでも貸出可能。
冒険を望んでいる場合は、ヒーローが大活躍するプランも。
幸せになれなかったら、料金は無料。
ただし、カエルにされる場合も有り。
プリンスジョンの安心ローン
- 公開：第36話「ケチんぼオーナー、スクルージ」
- 宣伝：プリンス・ジョン、ロビンフッド、その他の住人

財産をプリンスジョンに預ける。さらに、お近くの支店に預けると、税金問題は改善される。
ただし、ロビンフッドが来ると営業停止になる。
ハデス暖房サービス
- 公開：第45話「お客はハデス」
- 宣伝：ハデス、パニック、ペイン

ハウス・オブ・マウスの暖房を管理している。
- 契約は全宇宙で有効
- 他のサービスとは併用できない
- 人間の法律で禁じられている場所では無効

## 場所
グーフィー大学
- 公開：第30話「スーパーグーフ たんじょう！」
- 宣伝：グーフィー

学生たちは世界でもトップレベルのおとぼけの技を学ぶ。
- 例：「こける」、「立って、またこける」、「こけて立って、またこける」などなど。
- もちろん卒業生は、あの「WA-HA-HOOIEE!!!」をマスターしている。
- ただし、怪我の責任は一切負わない。